# Коронавірусна хвороба 2019 в Омані
Спалах коронавірусної хвороби 2019 в Омані — це поширення пандемії коронавірусної хвороби 2019 на територію Оману. Перші випадки хвороби в країні зареєстровано 24 лютого 2020 року в столиці країни Маскаті в двох жінок-громадянок країни, які нещодавно повернулись з Ірану. Станом на 20 липня в країні зареєстровано 68400 випадків коронавірусної хвороби, з яких понад 60 %, 45150 хворих одужали, та 326 хворих померли. Спочатку більшість хворих та більшість померлих становили іноземні громадяни. До липня 2020 року, коли епідемія коронавірусної хвороби в країні тривала вже чотири місяці. більшість хворих у країні становили вже громадяни Оману. Найбільше випадків зареєстровано в столиці країни Маскаті, де виявлено 24800 випадків коронавірусної хвороби та померло 110 хворих, на початку червня в ньому сконцентрувалось 76 % всіх випадків коронавірусної хвороби в країні, більшість випадків складали на той час іноземні громадяни. З 10 квітня у губернаторстві Маскат введено локдаун до 22 квітня, пізніше він двічі продовжувався, після чого його скасували 29 травня.
Деякий час найбільш постраждалим губернаторством країни був Матрах, у якому на початку квітня було зареєстровано 45 % усіх випадків коронавірусної хвороби в країні, більшість з місцевою передачею вірусу, тому в цьому губернаторстві введено локдаун 1 квітня. На початку червня в губернаторстві зареєстровано понад 5 тисяч випадків коронавірусної хвороби. У Матраху продовжено локдаун навіть тоді, коли його вже зняли в Маскаті. Локдаун знятий на більшій частині території губернаторства Матрах лише 6 червня. 14 червня губернаторство Сіб перевершило Матрах за кількістю хворих, після того як там було зареєстровано понад 5600 хворих. З 13 червня до 3 липня локдаун введено також у мухафазі Дофар, острові Масіра, вілайєті Дукм, районах Еш-Шамс і Ель-Ахдар.
Згідно з розпорядженням султана Оману Хайтема бен Таріка Аль Саїда, лікування та обстеження хворих коронавірусною хворобою початково були безкоштовними на території султанату, у тому числі й для іноземних громадян. Проте пізніше безкоштовне обстеження стало доступним лише для оманських громадян. Іноземні громадяни мають заплатити за тест на коронавірус від 40 до 85 оманських ріалів. Станом на серпень 2021 року Оман вакцинував загалом 66 % свого населення як першою, так і другою дозами вакцини.

## Хронологія

### Лютий 2020 року
24 лютого в країні підтверджено перші два випадки коронавірусної хвороби. Обидва випадки зареєстровані в громадянок Оману, які нещодавно повернулись з Ірану. 27 лютого кількість випадків коронавірусної хвороби в Омані зросла до 6. Нові випадки також зареєстровані в осіб, які нещодавно відвідували Іран.

### Березень 2020 року
Щоб обмежити внутрішню передачу вірусу в країні, 2367 осіб поміщені в карантин. Більшість осіб перебували на домашньому карантині. 49 осіб знаходились у карантині в лікувальних закладах. До середини березня загальна кількість випадків коронавірусної хвороби в країні зросла до 22. 16 березня Королівська лікарня в столиці країни призупинила прийом хворих на планове лікування на невизначений термін.
26 березня кількість випадків коронавірусної хвороби в Омані перевищила 100. Доктор Мохаммед бен Саїд Аль Хосні, заступник міністра охорони здоров'я, заявив в інтерв'ю, що країна перейшла в стадію внутрішньої передачі інфекції, після чого очікується різке зростання випадків хвороби в країні протягом найближчих днів. Того ж дня уряд Оману повідомив, що всі особи, які мають дозвіл на проживання чи відвідування країни, в'їхали до країни за бізнесовими або короткостроковими візами, можуть не хвилюватися щодо питань, пов'язаних із закінченням терміну візи, оскільки через пандемію їм не будуть присуджувати ніяких штрафів жодних штрафів або викликів до суду через перевищення терміну перебування в країні. 28 березня 2020 року 255 жителів Оману, включно зі студентами, туристами та бізнесменами, доставлені двома літаками з Йорданії на батьківщину.
Два оманських банки, Банк Дофару і Національний банк Оману, зобов'язалися внести по 1 мільйону оманських ріалів у кінці березня до фонду підтримки медичних працівників країни, які борються з епідемією коронавірусної хвороби, ще 600 тисяч ріалів надав Банк Нізви, 3 мільйони ріалів надало міністерство охорони здоров'я країни.
До кінця місяця на домашній карантин направлено 7646 осіб з підозрою на коронавірусну хворобу, як громадян країни, так і емігрантів, в країні зареєстровано загалом 192 підтверджені випадки хвороби, 34 хворих одужали, смертельних випадків хвороби не зареєстровано. Столиця країни Маскат залишалась регіоном з найбільшою кількістю випадків хвороби — понад 100.

### Квітень 2020 року
1 квітня в країні зареєстровано першу смерть від коронавірусної хвороби. Померлий був 72-річним громадянином Оману з Маскату, кількість підтверджених випадків у країні до цього дня зросла до понад 200. Того ж дня лікарня Аль-Нагда в Маскаті повідомила про призупинення всіх видів планового лікування на невизначений термін. Вілаєт Матрах ізолювали від решти країни через різке збільшення випадків хвороби в ньому. Збройні сили країни та оманська поліція того ж дня розгорнули спільні контрольно-пропускні пункти на дорогах, що з'єднують між собою губернаторства країни. 28 квітня ці контрольно-пропускні пункти закрили.
Університет султана Кабуса 2 квітня вирішив перейти з 12 квітня на онлайн-навчання. Завод Оман ЗПГ зобов'язався внести 6 мільйонів ріалів до фонду підтримки національної системи охорони здоров'я та для міністерства охорони здоров'я країни з метою боротьби з епідемією коронавірусної хвороби в країні. На цей день до фонду було внесено 2 мільйони ріалів. Того ж дня державний орган з питань захисту прав споживачів, у координації з приватними підприємцями, розпочав ініціативу під назвою «Саллят-аль-Хаїр», яка спрямовану на допомогу сім'ям, рівень життя яких значно знизився унаслідок епідемії COVID-19. Згідно цієї ініціативи, для задоволення основних потреб бідніших верств суспільства сформовано кошик потреб із 19 основних товарів, який вони придбати за зниженою ціною у 9 ріалів.
7 квітня одужав та виписаний з лікарні наймолодший пацієнт у країні з коронавірусною хворобою, півторарічний хлопчик. 8 квітня загальна кількість підтверджених випадків у країні зросла до 400. Оскільки більшість із них зареєстровано в столиці країни Маскаті, влада країни вирішила ввести в місті локдаун з 10 до 22 квітня. Міністерство закордонних справ того ж дня повідомило, що до цього часу близько 3 тисяч громадян Оману повернулися з різних країн, і ще 600 також мають намір повернутися на батьківщину найближчим часом. На кінець цієї кампанії загалом 3746 оманських громадян повернулись з різних країн, після чого її закінчили, оскільки решта оманців за кордоном вважали за краще залишатися у відповідних країнах, де вони проживали.
9 квітня міністр охорони здоров'я країни доктор Ахмед аль-Саїді повідомив, що згідно з директивами, виданими султаном Оману, тестування на коронавірус та лікування коронавірусної хвороби стали повністю безкоштовними як для громадян Оману, так і для іноземних громадян. Також повідомлено, що не будуть застосовуватися будь-які юридичні санкції щодо осіб, у яких закінчився термін дії візи або дозволу на проживання. З 11 квітня розпочались масові тестування на коронавірус. За день виявлено 457 нових випадків хвороби, міністерство охорони здоров'я країни повідомило, що найбільше нових випадків зареєстровано в Матраху, де загалом зареєстровано 206 випадків хвороби. 11 квітня загальна кількість випадків хвороби в країні перевищила 500, та досягла кількості 546, у цей день зареєстровано 62 нових підтверджених випадки хвороби. Міністерство охорони здоров'я країни 14 квітня повідомило, що в країні успішно здійснило процедуру переливання плазми реконвалесцентів після COVID-19 хворим коронавірусною хворобою, як один із методів лікування важкохворих.
16 квітня загальна кількість випадків у країні перевищила 1000, досягнувши рівня 1019 випадків після того, як за останню добу зареєстровано 109 нових випадків хвороби. У цей день закрито на суворий карантин територію ринку неподалік центральної лікарні вілаєту Джалан-Бані-Бу-Алі у мухафазі Еш-Шаркійя на невизначений термін у зв'язку з виявленням 12 випадків місцевої передачі вірусу. Міністр охорони здоров'я країни доктор Ахмед аль-Саїді заявив того ж дня, що у султанаті пік спалаху хвороби найімовірніше буде в кінці квітня, коли очікується виявлення 500 випадків хвороби на день. Він також повідомив, що більшість випадків хвороби спостерігались серед емігрантів (понад 600 осіб), на той момент смертність від COVID-19 в країні становила 0,04 %. 16—17 квітня до Пакистану спеціальними авіарейсами відбули 350 ув'язнених в оманських в'язницях громадян Пакистану, після цього, як їх помилував султан Оману.
19 квітня в країні виявлено 86 нових випадків хвороби, переважна більшість з них (71 особа) були емігрантами. Кількість випадків хвороби в Маскаті перетнула позначку 1000 хворих, а загальна кількість випадків у всьому султанаті досягнула позначки 1266 хворих. 19 квітня оманський військовий флот доставив місткості з паливом, а також їжу та інші життєво необхідні товари, для жителів мухафази Мусандам.
У кінці квітня кількість випадків у Маскаті зросла до понад 1100, уряд країни продовжив локдаун мухафази до 8 травня, та одночасно встановив заборону на всі громадські, спортивні та культурні заходи на території всієї країни, а також усі заходи протягом місяця Рамадан. Міністерство охорони здоров'я країни повідомило, що до 27 квітня на території проведено 36 тисяч тестів на коронавірус.
Згідно розпорядження центральної влади з 28 квітня дозволено відкритись низці приватних підприємств. До них відносяться авторемонтні мастерні, салони прокату автомобілів, магазини з продажу електротехніки. Комітет із боротьби з коронавірусною хворобою 30 квітня провів електронну прес-конференцію, на який повідомлено, що в мухафазі Південна Ель-Батіна спостерігається висока частота місцевої передачі вірусу, причому один хворий може інфікувати десятки людей. На цій прес-конференціїтакож повідомлено, що один із хворих з Маската, який прибув до іншої мухафази, інфікував у ній понад 50 інших осіб.
До кінця місяця по країні проведено понад 40 400 тестувань на коронавірус, загалом у країні зареєстровано 2348 випадків хвороби, 495 хворих одужали, 11 хворих померли. Більшість випадків хвороби (62 %) зареєстровано серед емігрантів, серед громадян Оману зареєстровано лише 38 % випадків хвороби. Найбільше випадків — 1668 — зареєстровано в мухафазі Маскат.

### Травень 2020 року
4 травня закрита на карантин на невизначений термін промислова зона Ваді-Кабір у мухафазі Маскат. 5 травня влада країни перенесла завершення локдауну в Маскаті із запланованого на 8 травня до 29 травня. Також ухвалено рішення про закінчення навчального року в усіх навчальних закладах до 7 травня 2020 року, який повинен стати останнім днем цього навчального року. Міністерство охорони здоров'я того дня також підтвердило, що кілька випадків інфікування коронавірусом у країні сталися під час доставки їжі додому.
Перша смерть за межами мухафази Маскат зареєстрована 5 травня в провінції Північна Ель-Батіна. 6 травня загальна кількість підтверджених випадків у мухафаті Маскат перевищила 2 тисячі. 8 травня загальна кількість одужань у країні перевищила 1000. 16 травня загальна кількість випадків хворобі в султанаті перевищила 5 тисяч.. На прес-конференції комітету з питань боротьби з поширенням коронавірусної хвороби повідомлено про введення проти порушників низки покарань, від високих штрафів аж до ув'язнення терміном до 48 годин. Повідомлено також, що 25 хворих отримали лікування плазмою крові хворих, які одужали після коронавірусної хвороби, 18 з них одужали. Міністр охорони здоров'я також повідомив, що рівень смертності є вищим серед емігрантів, оскільки вони пізніше звертались до лікувальних закладів. 22 травня загальна кількість випадків у мухафазі Маскат перевищила 5 тисяч, одночасно у двох її вілаєтах, Баушер та Ес-Сіб, кількість випадків перевищила 1000.
30 травня загальна кількість випадків у країні перевищила 10 тисяч. Локдаун в Маскаті скасований 29 травня, проте у вілаєті Матрах він продовжував діяти разом із продовженням роботи на його території контрольно-пропускних пунктів згідно з рішенням комітету з боротьби з поширенням коронавірусної хвороби.
31 травня в країні зареєстровано найбільшу кількість нових випадків хвороби з часу початку епідемії — 1014. На кінець місяця загальна кількість випадків хвороби в країні досягла 11 437, одужали 2396 хворих, 49 хворих померли, у країні проведено понад 100 тисяч тестувань на коронавірус.

### Червень 2020 року
1 червня загальна кількість випадків коронавірусної хвороби в Омані перевищила 12 тисяч, міністр охорони здоров'я країни заявив, що значне збільшення кількості випадків у країні пов'язане із святкуванням Рамадану та Ід уль-Фітр, оскільки більшість людей не дотримуються соціального дистанціювання, та збираються великими групами для святкування.
3 червня загальна кількість випадків коронавірусної хвороби в мухафазі Маскат, що складало на цей день 75,8 % загальної кількості випадків в Омані.
6 червня знято санітарну ізоляцію на більшій частині території вілаєту Матрах. З 13 червня до 3 липня накладено карантин на п'ять інших місцевостей: мухафазу Дофар, вілаєт Масіра, вілаєт Дукм, та райони Джебель-Ахдар і Джебель-Шамс. За даними міністерства охорони здоров'я на 9 червня, більшість як нових випадків, так і смертей, зареєстровано серед емігрантів, із загальної кількості 18198 випадків, зареєстрованих в країні на той день, 11107 (61 %) зареєстровані серед емігрантів, із загальної кількості 83 смертей 53 зареєстровані серед емігрантів. 11 червня на прес-конференції комітету з боротьби з поширенням коронавірусної хвороби повідомлено, що швидкість поширення інфекції у вілаєті Матрах знизилася з 60 % до 35 %.
14 червня кількість померлих від коронавірусної хвороби в країні перевищила 100, вілаєт Сіб перевершив Матрах за загальною кількістю випадків хвороби, в ньому зареєстровано більш ніж 5600 випадків. 15 червня у черговий раз в Омані зареєстровано понад 1000 нових випадків за добу, зареєстровано 1043 нові випадки хвороби. Того ж дня заступник міністра охорони здоров'я країни заявив, що Оман ще не досяг піку епідемії.
З середини до кінця червня в Омані кілька разів реєструвалось понад 1000 нових випадків за один день. 22 червня у країні зафіксовано найвищий приріст захворюваності за один день з початку спалаху захворювання — 1605 нових випадків хвороби, загальна кількість випадків хвороби на цей день перевищила показник у 31 тисячу. На кінець червня в країні зареєстровано загалом 40070 випадків, з яких 23425 одужали, 176 хворих померли.

## Заходи щодо подолання епідемії

### Березень 2020 року
На початку березня міністерство охорони здоров'я країни видало розпорядження про встановлення у всіх торговим точках, включно з торговими центрами та супермаркетами, ємностей з дезінфікуючими засобами як запобіжним засобом проти поширення коронавірусу. Султан Оману Хайтем сформував спеціальний комітет, якому доручено здійснювати заходи на подолання наслідків епідемії коронавірусної хвороби, та вчасно реагувати на них. 12 березня комітет з питань боротьби з поширенням коронавірусної хвороби постановив заборонити видачу туристичних віз закордонним громадянам, а також призупинив дозвіл на захід та причалювання круїзних суден у портах країни. Окрім цього, скасовані всі спортивні змагання, вхід до судових установ обмежене лише до працівників судів, заборонено продаж кальяну в ресторанах та кафе. Ці заходи запроваджені з 15 березня строком на 30 днів.
14 березня комітет з питань боротьби з поширенням коронавірусної хвороби розпорядився припинити всі заняття в школах, університетах та інших навчальних закладах з 15 березня на 30 днів. Це рішення на початку квітня було переглянуто комітетом з питань боротьби з поширенням коронавірусної інфекції, після чого вирішено призупинити навчання в усіх навчальних закладах на невизначений термін. На наступному засіданні комітету, яке відбулось наступного дня, повідомлено про введення нових обмежень, включно із забороною в'їзду на територію країни іноземців, окрім громадян країн Перської затоки та осіб із дозволом на постійне проживання в Омані, через всі пункти пропуску на сухопутній та морській ділянках кордону, обов'язковий карантин усіх осіб, які прибули до країни, та закриття для відвідування громадських парків та садів. Також повідомлено про скасування п'ятничної молитви та заборону усіх громадських заходів та зібрань, зокрема весіль. Це рішення набрало чинності 17 березня. У країні на невизначений термін закрито більшість музеїв.
18 березня влада країни ввела нові карантинні обмеження. В'їзд до країни дозволений лише громадянам Оману, громадянам країни заборонили виїздити до інших країн. Усі культові споруди, включно з мечетями мечеті, були закриті. Усі зібрання, громадські заходи та конференції скасовані. Уряд заборонив проведення екскурсій на всіх туристичних маршрутах, а також видав розпорядження про закриття кінотеатрів, спортзалів, спортивних клубів, перукарень та всіх магазинів у торгових центрах, крім продовольчих та медичних закладів. Популярні суки в кількох містах країни, зокрема як Матрах, Нізва, Аль-Рустак і Сінав, також закрито за розпорядженням уряду. Також заборонено подавати страви у ресторанах та кав'ярнях, дозволено лише торгівля на виніс. Цього ж дня центральний банк Оману видав низку розпоряджень для всіх ліцензованих банків та фінансових лізингових компаній, що працюють в Омані, якими передбачається забезпечити додаткову доступну ліквідність на рівні 8 мільярдів оманських ріалів для боротьби з наслідками для економіки епідемії коронавірусної хвороби.
У середині березня Королівська поліція Оману створила інтегровану медичну групу для роботи у вигляді мобільної лікарні, що входиладо складу Генерального директорату медичних служб, для лікування як підозрілих, так і підтверджених випадків COVID-19. 19 березня в країні призупинений рух усього громадського транспорту, крім автобусів і поромів, що прямують до мухафази Мусандам та вілаєту Масіра.
21 березня накладено різні види покарань, аж до ув'язнення, на осіб, які розповсюджували неправдиву інформацію щодо пандемії коронавірусної хвороби. Від 23 березня Королівська поліція Оману призупинила всі сервіси обслуговування громадян щодо цивільного стану, дорожнього руху, паспортизації та реєстрації місця проживання, на невизначений термін. 22 березня комітет з питань боротьби з поширенням коронавірусної хвороби запровадив нові заходи. Вони включали зменшення кількості працівників, присутніх на робочих місцях у державних установах, не більше 30 % від кількості, заборону проведення будь-яких зібрань у громадських місцях, закриття служб обміну валют, що можуть проводити після цього лише банки, а також закрити пункти обслуговування клієнтів у всіх державних та приватних установах. 24 березня міністерство охорони здоров'я видало наказ для аптек відпускати ліки та інші товари лише через віконце на вході, щоб зменшити можливість інфікування. Цього ж дня міністерство транспорту запровадило зменшення кількості пасажирів у таксі на території султанату з трьох до двох пасажирів, за винятком таксиста, на невизначений термін.
Султан Хайтем бен Тарік 26 березня пожертвував 10 мільйонів оманських ріалів на боротьбу із спалахом коронавірусної хвороби в країні. Того ж дня національний молодіжний комітет країни закликав добровольців допомогти у заходах з надання допомоги в боротьбі з епідемією та розміщення хворих коронавірусною хворобою. Того ж дня міністерство туризму країни повідомило, що понад 40 готелів по всьому султанату надали близько 2816 готельних номерів, які будуть використовуватися для розміщення хворих на COVID-19 під наглядом міністерства охорони здоров'я. Ці номери переважно використовувалися як карантинні центри для оманців, що прибули з-за кордону. Для запобігання внутрішнього інфікування коронавірусом готелі були поділені на три групи: перша для осіб без симптомів, друга для осіб з підозрою на коронавірусну хворобу, третя група призначена для розміщення та лікування хворих коронавірусною хворобою.
27 березня літаками Королівських ВПС Оману з китайського міста Шеньчжень завезено медичні матеріали для боротьби з подальшим поширенням коронавірусної хвороби. У цьому вантажі знаходились реагенти та розчини, які застосовуються в діагностиці коронавірусної хвороби, та відповідають стандартам, встановленим ВООЗ, а також засоби індивідуального захисту та скринінгові тестові набори. Збройні сили Оману приведені до стану бойової готовності, а також сформували мобільні групи для проведення дезінфекції та стерилізації доріг та громадських місць по всій території султанату. Для зниження внутрішнього інфікування коронавірусом уряд закрив рибні ринки в трьох мухафазах — Північна Ель-Батіна, Південна Ель-Батіна та Еш-Шаркійя з полудня 28 березня на невизначений термін. Міністерство охорони здоров'я 29 березня видало нові протоколи епідемічного контролю для запобігання поширення коронавірусної хвороби, включно з контрольним переліком протоколів, настанов та засобів, які повинні мати приватні лікарні та клініки для запобігання інфікування COVID-19 у своїх приміщеннях. Наслідком цього стало те, що низка приватних клінік у країні закрились. Того ж дня представники прокуратури заявили, що за поширення неправдивих чуток про COVID-19 було заарештовано 9 осіб, а також зафіксовано 4 випадки порушення постанови про заборону проведення громадських заходів. Порушення включали траурні церемонії, групові молитви, робота закладів, які мали бути закриті під час епідемії, та недотримання режиму домашнього карантину. Банк Дофару і Національний банк Оману зобов'язалися внести по 1 мільйону оманських ріалів у кінці березня до фонду підтримки медичних працівників країни, які борються з епідемією коронавірусної хвороби.
30 березня прокуратура заявила, що заарештовано та утримувано під вартою 9 осіб за поширення неправдивих чуток про епідемію COVID-19, також зафіксовано 4 випадки порушення введених протиепідемічних заходів. Також були видані ордери на арешт 11 осіб за порушення процедур домашньої ізоляції, їх заарештували та відправили в інституційну ізоляцію. Також цього дня міністерство торгівлі та промисловості повідомило, що в країні успішно виготовлено медичне обладнання із застосуванням технології тривимірного друку для застосування в боротьбі з епідемією коронавірусної хвороби в Омані. До 31 березня 2016 року загалом 2016 осіб потрапили під інституційний карантин.

### Квітень 2020 року
З 1 квітня у країні обмежено рух між мухафазами, та встановлено пункти пропуску на в'їзді та виїзді між мухафазами на дорогах. Єдиними дозволеними винятками без обмежень на рух стали машини швидкої допомоги та аварійні транспортні засоби, військовий транспорт та транспорт правоохоронних структур, транспортні засоби, що перевозять продукти харчування та інші необхідні товари, а також транспортні засоби, що перевозять будівельні матеріали, нафтопродукти та інші матеріали, що використовуються державним та приватним секторами. Ключовим працівникам державних та приватних установ також дозволено безперешкодно пересуватися між регіонами. 1 квітня муніципалітет Маскату також ввів обмежувальні заходи, обмежуючи рух на автодорозі до міста Сіб. Також 1 квітня вілаєт Матрах ізольований від інших частин мухафази Маскат. В'їзд і виїзд з цього міста призупинено після різкого збільшення кількості випадків у вілаєті. Міністр охорони здоров'я Ахмед Мухаммед Аль-Саїді заявив: «Матрах закритий на карантин, оскільки в ньому зараз знаходиться епіцентр поширення коронавірусної хвороби, і тому, що там розпочалася місцева передача вірусу». Збройні сили Оману та оманська поліція того ж дня створили спільні контрольно-пропускні пункти на дорогах, що з'єднують між собою мухафази султанату. Контрольно-пропускні пункти були закриті 28 квітня.
4 квітня муніципальні служби Маската провели очистку та стерилізацію центрального ринку овочів та фруктів у місті Мавеле для запобігання подальшому поширенню інфекції. 5 квітня завод Оман ЗПГ зобов'язався внести 6 мільйонів ріалів до фонду підтримки національної системи охорони здоров'я та для потреб міністерства охорони здоров'я країни для боротьби з епідемією коронавірусної хвороби в країні. До цього фонду, створеного комітетом з боротьби з поширенням коронавірусної хвороби, на той час внесено 2 мільйони ріалів. У той же час керівництво охорони здоров'я в Дофарі створило гарячу телефонну лінію для надання відповідей населенню на питання, які їх хвилюють, щодо COVID-19, та надавати їм необхідні медичні поради.
8 квітня комітет з боротьби з поширенням коронавірусної хвороби вирішив запровадити в Маскаті локдаун з 10 квітня по 22 квітня, відновивши пункти пропуску на виїздах з міста. Пізніше локдаун продовжений до 8 травня. Для забезпечення тестування якомога більшої кількості осіб, уряд оголосив, що проти емігрантів, в яких закінчився термін дії візи або дозволу на проживання до 9 квітня, не буде вживатися жодних юридичних заходів. Орім того, султан заявив, що обстеження та лікування з приводу коронавірусної хвороби будуть абсолютно безкоштовними для всіх мешканців Оману, включаючи іноземців.
11 квітня компанія «Salalah Medical Supply Manufacturing» повідомила, що збільшила свої виробничі потужності, щоб задовольнити зростаючий попит в країні на маски для обличчя, рукавички та інші медичні товари. Генеральний директор фірми заявив, що два мільйони рукавичок і 100 тисяч масок для обличчя щодня вироблятимуться як для приватних, так і для державних закладів охорони здоров'я.
До середини квітня було проведено понад 15 тисяч тестів на COVID-19 у найбільш постраждалому районі Матрах, і там було відкрито додатково 6 лабораторних центрів для збільшення кількості тестувань. 16 квітня територія комерційного ринку, що примикає до головної лікарні вілаєту Джалан-Бані-Бу-Алі в Південній Еш-Шаркійя, закрита на карантин на невизначений термін після підтвердження 12 випадків місцевої передачі вірусу.
Міністерство охорони здоров'я 20 квітня закупило 1 мільйон таблеток гідроксихлорохіну в Індії. Хоча в мухафазі Ель-Вуста ще не було зареєстрованих випадків хвороби, у кінці квітня у мухафазі, у вілаєті Дукм, підготували 4 лікувальних заклади на 1000 ліжок для інституційної ізоляції контактних осіб та медичного обслуговування хворих на COVID-19. 20 квітня влада мухафази Дофар скасувала популярний фестиваль туризму Салала на 2020 рік для запобігання подальшому поширенню хвороби.
Лише 22 квітня відкритий тимчасовий діагностичний центр для емігрантів у Маскаті. Королівська лікарня Оману того ж дня запустила службу віртуальної клініки для надання можливості хворим дистанційно спілкуватися з лікарями за допомогою телефонного дзвінка, щоб почути оцінку свого стану та отримати план лікування. Згідно повідомлення, даного урядовим комунікаційним центром 28 квітня, зазначається, що загалом по всій країні створено 27 інституційних центрів ізоляції. 8 із них створено для підозр на випадки хвороби, 9 для неінфікованих осіб, та 10 для підтверджених випадків COVID-19.

### Травень-червень 2020 року
4 травня закритий на карантин промисловий район Аль-Ваді-Аль-Кабір у мухафазі Маскат на невизначений термін. 5 травня комітет з питань боротьби з поширенням коронавірусної хвороби продовжив суворий карантин у Маскаті від початково запланованого закінчення карантину 8 травня до 29 травня.
18 травня комітет з питань боротьби з поширенням коронавірусної хвороби заборонив святкування та масові молитви у зв'язку зі святом Ід-уль-Фітр. Також були видані нові директиви, якими встановлено обов'язковим носіння маски для обличчя в громадських місцях, деяким підприємствам було дозволено відновлювати діяльність за умови дотримання ними заходів безпеки, крім підприємств у промислових зонах Матраха і Аль-Ваді-Аль-Кабір.
Під час прес-конференції, яку 21 травня провів комітет з боротьби з поширенням коронавірусної хвороби, було озвучено причини та розміри штрафів, які накладаються за порушення введених карантинних заходів. Уся сума штрафів зарезервована для національного фонду для боротьби з епідемією коронавірусної хвороби в країні. Порушники карантинних вимог також можуть отримати тюремне ув'язнення строком на 48 годин. Представники комітету повідомили, що частина порушників будуть покарані позбавлення волі на термін до шести місяців, штрафом та депортацією за межі країни. Також повідомлено, що на цей час у фонд зібрано 28,4 мільйонів оманських ріалів.
22 травня загалом 34 емігранти заарештовано в Аль-Ансабі в мухафазі Маскат, за те, що вони грали в крикет, оскільки комітет з боротьби з поширенням коронавірусної хвороби забороняв усі громадські заходи, включно заняття спортом у громадських місцях. 24 травня в Оман святкувався перший день Курбан-байраму, було видано заборону на всі види масових святкувань, включаючи масові молитви, проте численні емігранти організовували та відвідували молитви. Унаслідок цього близько 40 з них були заарештовані за організацію незаконних зібрань, а ще 136 були заарештовані за участь у цих зібраннях у мухафазах Маскат та Аль-Дахілія.
13 червня введено локдаун у 5 нових місцевостях до 3 липня, зокрема в мухафазі Дофар, вілаєтах Масіра, Дукм, Ель-Ахдар і Еш-Шамс. Оскільки до середини червня продовжувала зростати кількість випадків у вілаєті Зеєб, міністерство охорони здоров'я відкрило четвертий центр тестування на коронавірус, який обслуговував емігрантів.
2 липня міністерство охорони здоров'я повідомило, що воно проведе загальнаціональне опитування, яке триватиме 10 тижнів, із залученням всього населення країни, щоб визначити реальну поширеність коронавірусної хвороби. Опитування розпочнеться 12 липня і включатиме збір демографічних даних, а також забір проби крові на антитіла до COVID-19.

### Березень-квітень 2021 року
У березні 2021 року Оман запровадив комендантську годину з 28 березня до 8 квітня з 8 години вечора до 5 ранку, а вечірню заборону на всю комерційну діяльність, введену 1 березня, буде продовжено.
У квітні 2021 року, під час священного місяця Рамадан, усі зібрання були заборонені з 21:00 до 4:00 у зв'язку з комендантською годиною вночі.

### Призупинення авіасполучення
Національний авіаперевізник «Oman Air» призупинив авіасполучення з багатьма країнами. 9 березня на невизначений термін призупинено авіасполучення з італійським містом Мілан. 12 березня на невизначений термін призупинене авіасполучення між Саудівською Аравією та Оманом. 19 березня скасовані всі авіарейси до Бахрейну та Єгипту на невизначений термін. 22 березня до списку країн, з якими припинено авіасполучення, додано три нові країни: Індія до 28 березня, Непал до 31 березня та Пакистан до 4 квітня. Авіасполучення з Туреччиною припинено з 25 по 31 березня.
29 березня авіакомпанія «Omani Air» фактично припинила всі авіарейси як до країни, так і з неї на невизначений термін згідно рішення комітету з боротьби з поширенням коронавірусної хвороби. Єдиним винятком з цього були внутрішні рейси до та з Мусандама та вантажні рейси до цієї мухафази.
Оман знову відкрив свої аеропорти 1 жовтня 2020 року з обов'язковим тестуванням і карантинними обмеженнями для прибуваючих осіб.